# 밀러사냥개박쥐
밀러사냥개박쥐(Molossus pretiosus)는 큰귀박쥐과에 속하는 박쥐의 일종이다. 콜롬비아와 코스타리카, 가이아나, 멕시코, 니카라과, 트리니다드 토바고, 베네수엘라에서 발견된다.

## 분포
밀러사냥개박쥐는 제한된 지역에 분포하며, 서식지가 고립되는 추세를 보이고 있다. 브라질과 콜롬비아, 코스타리카, 멕시코, 니카라과, 베네수엘라에서 발견된다. 주요 서식지는 저지대이다.

## 형태
밀러사냥개박쥐는 넓은 몸체와 좁은 날개를 지닌 강한 몸 구조를 갖고 있다. 다른 사냥개박쥐류와 비교하여 두꺼운 아랫턱을 갖고 있다. 어금니에 특유의 뾰족한 끝 모양을 갖고 있으며, 세번째 소구치가 없다. 수컷이 암컷보다 큰 편이다. 완전히 성장하면 몸무게는 약 20~28g 정도이다. 태어났을 때는 성체 몸무게의 약 1/4에 불과하다. 밀러사냥개박쥐는 검은색부터 불그스레한 색까지 다양한 털 색을 띤다. 가금은 흰 털 얼룩이 나 있고, 귀가 검다.

## 습성
밀러사냥개박쥐는 앞이 트인 개활지, 특히 초원 서식지에서 서식한다. 동굴과 건조한 삼림, 건물 지붕, 가시 덤불 속에 둥지를 만드는 것이 관찰된다. 강과 호수 또는 물 웅덩이 등 서식지에 사는 경향이 있다. 물은 식수와 먹이를 구하는 장소로도 중요하다. 야행성 동물로 황혼 무렵에 활동을 시작하고 이 때는 먹이가 활동하는 시작하는 시간과 겹친다. 단일 경로로 목적지까지 비행하는 경향이 있다. 주요 먹이는 딱정벌레, 나방과 같은 곤충이다.

## 보전 상태
밀러사냥개박쥐는 서식지 변화에 적응하는 능력과 서식지 분포 면적 때문에 낮은 멸종 위협 단계인 "관심대상종"으로 분류된다. 많은 보호 지역에서 발견되며 알려진 멸종 위협 요인은 없다.